# Jean Béguin
Pour les articles homonymes, voir Béguin.
Jean Béguin (1550-1620) est un apothicaire et chimiste français auteur de l'un des premiers livres de « chimie », ou du moins de la forme transitoire de l'alchimie qui allait devenir plus tard la science chimique. Le succès de l'ouvrage a participé à faire accepter quelques innovations majeures apportées par Paracelse à la thérapie et à l'analyse « chimique » des substances, sous la forme de « la résolution des mixtes en leurs principes », préfigurant l'analyse chimique des substances.

## Biographie
Jean Béguin est né vers 1550 en Lorraine. Il semble avoir reçu une bonne éducation classique.
Il vient s'établir à Paris comme apothicaire. Il obtint de Henri IV le titre d'aumônier du roi, signe de protection royale. Il voyagea en Allemagne et en Hongrie où il visita les mines d’or et d’argent de Schemnitz.
Grâce à sa protection royale, il peut ouvrir en 1604, une école de chimie destinée à la formation des apothicaires et des médecins désireux d'apprendre les techniques chimiques de préparation des remèdes. Il y donnait des cours publics, avec des démonstrations pratiques de préparations chimiques. Ce furent les premières leçons de chimie à caractère public données à Paris.
Pour couper court aux éditions pirates de son cours, il se décide à publier en 1610 une version courte de son enseignement sous le nom de Tyrocinium Chymicum « L'entraînement du chimiste », d'abord en latin en 1610, puis en français grâce à la traduction par Jean-Lucas de Roy sous le titre Les Elemens de chymie de Maistre Jean Béguin, reveus, expliquez et augmentez par Jean Lucas de Roy, 3e édition, Lyon, P. et C. Rigaud.
Jean Béguin connaissait bien les doctrines alchimiques de l'époque, puisqu'il avait publié  en 1608 la première édition parisienne du célèbre traité alchimique, le Novum Lumen Chymicum de Sendovogius, alchimiste polonais à la cour de l'empereur de Prague.
Ses deux ouvrages seront constamment réédités durant tout le XVIIe siècle avec d'importantes additions qui ne sont pas toutes de la main de Béguin.
Comme Hélène Metzger l'a signalé, les Éléments de chimie de Jean Béguin constituent le premier « cours de chimie », un genre littéraire qui allait connaître un succès certain durant le XVIIe siècle. En France, il sera suivi par les ouvrages de William Davisson (Davidson) 1635, d'Étienne de Clave en 1646, du docteur R. Arnaud de Lyon en 1650 (1655), de Barlet en 1657, de Nicaise Le Febvre en 1660, Christophe Glaser en 1663, Jacques Thibaut le Lorrain en 1667, Malbec de Tressel en 1671, jusqu'au célèbre Cours de chymie de Nicolas Lemery publié en 1675 qui fit autorité pendant un siècle.
Il fut aussi très influencé par le Alchemia du chimiste allemand Libarius dont il reprit des passages entiers dans son ouvrage.

## Les Éléments de chimie, 1615

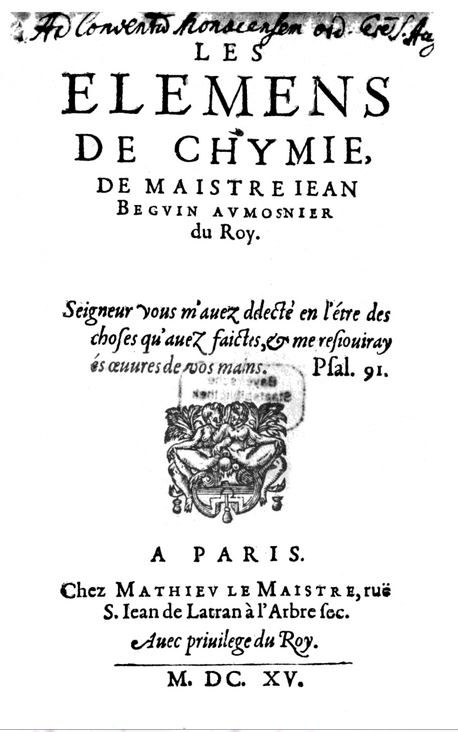
Les Elemens de Chymie, 1615

Cet ouvrage peut être considéré comme le premier traité de chimie écrit dans une langue claire et aisément compréhensible par le profane. Il rompt ainsi définitivement avec les pratiques hermétiques des alchimistes.
En ce début du XVIIe siècle, la chimie n'avait pas encore complètement rompu ses chaines avec l'alchimie. Béguin indique d'ailleurs que les termes de alchimie ou de spagyrie conviennent aussi pour son travail. Il précise que la chimie est une science expérimentale, clairement séparée de la recherche alchimique du grand œuvre.
L'ouvrage présente les techniques (al)chimiques des paracelsiens en se tenant à distance de la philosophie naturelle d'inspiration chrétienne de Paracelse. En se revendiquant au contraire d'Aristote et Galien, il tente une conciliation entre médecins humanistes galénistes et médecins paracelsiens. Là où Paracelse avec ses coups d'éclat, avait échoué, on peut considérer que Jean Béguin a réussi à faire accepter quelques innovations intéressantes de Paracelse.
On trouve dans cet ouvrage un des premiers emplois en français du terme « alcool » pour désigner le produit d'une distillation du vin :
« Quand la poudre ou chaux est rendue impalpable, comme farine très subtile, ils [les Chymiques] l’appellent Alcool, duquel mot ils se servent aussi pour exprimer l’esprit-de-vin très subtil & plusieurs fois rectifié, lequel ils nomment Alcool de vin. » (Les éléments de chimie, 1620)
Cette nouvelle acception avait d'abord été introduite en allemand par Paracelse sous la forme de alkohol vini.
Dans ce livre, il décrit la synthèse de l’acétone, qu’il appelle esprit ardent de Saturne et qu’il prépare par pyrolyse de l’acétate de plomb (ou sel de Saturne).